# Мандриков, Михаил Сергеевич
Михаи́л Серге́евич Ма́ндриков ((бел. Міхаіл Сяргеевіч Мандрыкаў),  5 ноября 1888, Горы, Чаусский уезд, Могилевская губерния — 2 февраля 1920, Ново-Мариинск, Анадырский район, Камчатская область) — член Всероссийского Учредительного собрания, делегат  III Всероссийского съезда Советов, участник установления власти большевиков  на Чукотке.

## Биография
Отец — Сергей Иванович, мать — Ольга Фёдоровна — белорусские крестьяне. В семье ещё 4 сына и дочь. В 1900 г. окончил в Горах трёхлетнее народное училище, учился в ремесленном училище. В 1904 г. вступает в Горецкую революционную организацию, основанную А. М. Салымским. В 1905 за участие в демонстрации исключен из училища, через несколько месяцев восстановлен. Окончил ремесленное училище в 1907 г. С осени 1907 работал слесарем на вагоноремонтном заводе в Петербурге. В 1909—1910 гг. в Екатеринославе — на железной дороге помощником весового мастера.
В 1910—1913 гг. служил на Балтийском флоте на миноносце «Громовой» матросом, позже кочегаром, а с сентября 1911 г. на крейсере «Олег» подручным машиниста. В 1914 году был рабочим Франко-Русского завода в Петрограде, арестован за участие в забастовке. Бежал из-под стражи, нелегально приехал в Белоруссию к родителям, оттуда выехал на дальний Восток, где жили старшие братья Тимофей и Фёдор.
С 1915 года находился в Приморском крае, где возглавил Союз приамурских кооперативов, имевшего оборот в 40 миллионов рублей. В 1916 году — снова рабочий в Военном порту Владивостока, подозревался полицией в связях с социал-демократами. В следующем году служил матросом гвардейского экипажа. После Февральской революции избран членом Приморского областного совета крестьянских депутатов и Владивостокского совета рабочих и солдатских депутатов. Левый эсер, член Владивостокского комитета Партии социалистов-революционеров. Председатель Союза приамурских кооперативов, член исполкома Владивостокского Совета .
С установлением Советской власти стал товарищем наркома по продовольствию. В 1917 году избран депутатом Всероссийского Учредительного собрания по Приамурскому избирательному округу по списку № 2 (Совет крестьянских депутатов). Участник единственного заседания Учредительного собрания 5(18) января и III Всероссийского съезда Советов 10—18(23—31) января 1918 года. Член РКП(б) с 1918 г. В самом начале осуществлённого белочехами переворота во Владивостоке Мандриков был арестован и этапирован в концентрационный лагерь. Из лагеря он бежал, после чего продолжил революционную работу нелегально. Летом 1919 в селе Александровском он был снова арестован колчаковцами, через несколько месяцев он совершил ещё один побег, скрывался в Голубиной пади.

### На Чукотке
В сентябре 1919 года Мандриков под псевдонимом  Сергей Евстафьевич Безруков , был направлен Владивостокской организацией РКП(б) на Чукотку. Из числа сочувствующих Советской власти местных жителей создал подпольную революционную группу, куда входили русские, украинец, белорус, латыш, чуванцы и другие.
Захват власти в Ново-Мариинске подпольщиками был запланирован на начало 1920 года. Однако колчаковскому руководству округа стало известно о деятельности революционной группы, о чём сообщили Мандрикову, поэтому активные действия подпольщиков начались раньше.
В ночь на 16 декабря 1919 г. власть в Ново-Мариинске перешла в руки Мандрикова и его соратников. М. С. Мандриков стал председателем Первого Чукотского ревкома. Он состоял из 13 членов и был интернациональный: туда входили русские, белорусы, украинцы, ингуши, словаки, немцы и чуванцы 
В первый день после захвата власти на собрании местного населения в М. С. Мандриков в своем выступлении говорил: «Придет время, оно уже не за горами, когда наш далекий край станет цветущим. Будут здесь построены заводы, порты, школы и больницы, будут со временем университеты. Ваши дети, как и дети чукчей, эскимосов, камчадалов, чуванцев станут инженерами, писателями, врачами, слесарями, машинистами… . Это сделаем мы своими руками, а нам поможет Советская Россия».
Ревком существовал всего 45 дней, но он принял решение увеличить жалование учителям, организовать закупку угля у рабочих-угольщиков на копях для раздачи его бесплатно неимущему и малоимущему населению, установить контроль над работой продовольственных складов, утвердить расценки и нормы выдачи товаров. Ревком в целях улучшения снабжения населения товарами, а также предотвращения голода жителей Чукотки национализировал товары иностранных и русских купцов. Были национализированы рыбалки Грушецкого и Соне в устье реки Анадырь, по мнению ревкома, хищнически истреблявшие рыбу
Взяв власть, ревком 17 декабря 1919 г. в доме  коммерсанта Тренёва собрал собрание граждан Анадыря. На нём была избрана следственная комиссия в составе председателя — комиссара охраны Берзиня, члена Тренёва и секретаря Титова. Проанализировав в течение двух суток «факты контрреволюционной деятельности» Громова, Толстихина, Суздалева и Струкова, комиссия решила обсудить результаты работы следствия на общем собрании жителей 20 декабря. В протоколе этого собрания значится: «…приговорили их к смертной казни» . Известно, что расстреляли всех, кроме Струкова. 
Внимание исследователей Чукотки привлекает то, что одновременно с властью к Мандрикову перешла и жена состоятельного купца Трифона Бирича, красавица Елена Дмитриевна Бирич (урожд. Чернец). Однако ряд историков и краеведов оспаривают то, что эта связь была насильственной.
31 января 1920 года произошло анти-большевицкое восстание, здание ревкома было окружено, по нему был открыт огонь. Часть ревкомовцев погибла, другие во главе с Мандриковым сдались. Утром 2 февраля 1920 года им объявили о переводе в тюрьму на другой берег реки Казачки, но при пересечении реки по ревкомовцам открыли беглый огонь. Тела казнённых остались лежать на льду, и лишь через несколько дней местным жителям разрешено было похоронить их.
7 февраля 1920 года при возвращении из села Марково были арестованы ничего не знавшие о перемене власти в Ново-Мариинске Берзинь и Мальсагов, на следующий день их также расстреляли. Елена Бирич осталась в живых, в начале июля 1920 года она покинула Чукотку на борту американской шхуны «Поляр Бэр».
Летом 1920 года из д. Маркова в Анадырь для восстановления в округе советской власти отправился вооруженный отряд во главе с бывшим балтийским матросом, участником штурма Зимнего В. М. Чекмаревым и членом первого ревкома Чукотки М. П. Куркутским. Некоторые из руководителей антиревкомовского переворота сумели на шхуне Свенсона бежать в США. Остальные участники событий в Ново-Мариинске были арестованы  
В сентябре 1969 прах М.С. Мандрикова и его соратников был торжественно перезахоронен на кладбище села Тавайваам — на высоком берегу Анадырского залива. Во время перезахоронения было установлено, что все ревкомовцы были убиты выстрелами в спину.

### Версия мятежников
Важным источником по истории М. С. Мандрикова и, в целом, установления Советской власти на Чукотке являются следственные дела мятежников. Историком В. Пустовитом выявлено следственное дело участника анадырских событий И. Перепечко, арестованного в 1933 году. По словам Перепечко причиной антиревкомовского переворота в январе — феврале 1920 г. были не идеологические разногласия, а бессудные расстрелы коммерсантов Смирнова и Малкова, произошедшие, как показал Перепечко, в первых числах января 1920 г. «Мы говорили, что если это революционный комитет, то так делать не должен, без ведома общего собрания граждан и суда не должен производить никаких расстрелов, и мы решили этот революционный комитет переизбрать и выбрать новый комитет, поставив его работу в определенные рамки» (здесь и ниже цит. по Пустовит, 2011). Однако Мандриков, предупреждённый о переизбрании революционного комитета, по словам Перепечко, ответил «Я власти не отдам до тех пор, пока вы не перешагнёте наши трупы». Именно Перепечко предложил, что «революционный комитет нужно взять на выморозку с таким расчетом, чтобы живым».
По словам Перепечко, после того, как ревкомовцы сдались, их допрашивала выбранная комиссия из 6 человек, но вынести решение по делу арестованных она отказалась. «Дело было передано на решение общего собрания селения Анадыря», на нём присутствовало, по словам того же Перепечко, 50—60 человек. «Предложение, <…> что арестованных членов ревкома, 5 человек, нужно расстрелять <…> было проголосовано единогласно». Перепечко утверждал, что в голосовании не участвовал, так как стоял на посту, охранял арестованных — «но я лично также был за то, чтобы расстрелять арестованных 5 человек, именуемых [так в тексте] себя членами ревкома». Был избран новый совет во главе с Рыбиным, жители от него потребовали впредь «крупные дела разбирать на общем собрании».
Перепечко подтверждает, что действительно ревкомовцы не знали о приговоре, его от них скрыли. Он утверждал, что в них стреляли все одновременно, кроме него самого. Но другой участник расстрела Иван Львов перечислил всех, кто в нём участвовал, а про себя добавил «Я лично дал по ревкомовцам два выстрела, в кого мои пули попали, не знаю».
Через 13 лет после случившегося Перепечко говорил: «именующие себя членами ревкома во главе с Мандриковым — это был не ревком, а какая-то банда разбойников, которые хотели ограбить казну, и в настоящее время я, Перепечко, не верю, что это был ревком».

#### Реабилитация мятежников
По крайней мере трое из участников антиревкомовского переворота и расстрела Мандрикова вместе c его соратниками реабилитированы:
- Иван Флорентьевич Львов (1899—1934) тот, что дал по ревкомовцам два выстрела, был расстрелян по приговору тройки ПП ОГПУ ДВК в январе 1934 года. Реабилитирован определением Военного трибунала ДВО 27 апреля 1957 г[10]. И. Ф. Львов был осужден по делу «Автономной Чукотки», по нему же осужден историк В. И. Огородников, не имевший никакого отношения к антиревкомовскому мятежу на Чукотке[11]. Огородников реабилитирован одновременно со Львовым[12].
- Михаил Николаевич Калинда (1893—1933), который по показаниям Львова также участвовал в расстреле[9], был арестован 23 января 1933 г., умер во время следствия 24 марта 1933 г. Реабилитирован постановлением УКГБ по Камчатской обл 25 апреля 1958 г[13].
- Иван Николаевич Перепечко (1881 — ?) приговорён тройкой при ПП ОГПУ ДВК 9 ноября 1933 г. к 10 годам заключения. 16 сентября 1992 г. реабилитирован по заключению прокурора Камчатской обл[14]. Основанием для реабилитации послужило то, что, как сказано, в заключении прокурора «Мандриков и другие по существу являлись бандитами. На И. Перепечко распространяется действие п. „б“ ст. 3 закона РСФСР от 18 октября 1991 года „О реабилитации жертв политических репрессий“»[9].

## Память
- В Анадыре (Ново-Мариинске) в дни празднования 50-летия со дня образования Чукотского автономного округа (1980) на месте могилы М. С. Мандрикова был открыт мемориальный комплекс (скульптор В. Н. Королев): в центре фигура М. Мандрикова, отлитая из чугуна, а рядом, на бетонной плите, фигуры его сподвижников и вечный огонь. В самом городе именем Мандрикова названа одна из центральных улиц.
- М. С. Мандриков является героем романа Ю. Рытхэу «Конец вечной мерзлоты» (Москва. 1977. 415 с.).
- Он главный герой  трилогии А. Вахова «Ураган идёт с юга», «Пурга в ночи», «Утренний бриз».
- Именем М. С. Мандрикова названа улица в с. Горы Горецкого района, установлен бюст. В музее Горской средней школы ему посвящена экспозиция.
- Улица в посёлке Красноармейский Чукотского автономного округа[15].
- Имя М.С. Мандрикова носит улица на территории Белорусской государственной сельскохозяйственной академии( г. Горки, Могилёвской области, Республика Беларусь). Ему посвящена экспозиция в музее истории сельскохозяйственной академии.
- В Чукотском автономном округе его имя присвоено рабочему посёлку золотоискателей (Билибинский район, ныне посёлок нежилой) и совхозу, судну ледокольного типа, ряду улиц в населённых пунктах.
- Именем М. С. Мандрикова названа улица в п. Беринговский (ранее Нагорный) Анадырского (ранее Беринговского) района Чукотского автономного округа (ранее Магаданской области).